# Brandman Sam
Brandman Sam (engelska: Fireman Sam; kymriska: Sam Tân) är en brittisk animerad tv-serie som har sänts sedan 1987. Serien handlar om brandmannen Samuel Peyton-Jones. Serien utspelas i den fiktiva staden Pontypandy, som är en kontraktion av de verkliga byarna Tonypandy och Pontypridd. Serien sändes första gången i brittisk tv från 1987 till 1994 i 33 avsnitt fördelade på fyra säsonger. Serien har översatts till flera språk, däribland svenska. Serien  återupplivades 2005, och den har fram till 2013 sänts i 134 avsnitt, fördelade på fem säsonger. Serien sänds i flera olika länder, inklusive Sverige med bara säsong 1-4 dubbade till svenska.

## Avsnitt i urval

### Säsong 1
- Drakan
- Logebranden
- Träning för Ture
- Punkteringar och förvirrande
- Tälttur
- Nalle i knipa
- Förlorad katt
- TV trubbel

### Säsong 2
- Skattjakten
- Sams lediga dag
- Tjuven i Pontypandy
- Kemisätt
- Önskabrunnen
- Sam den stora uppfinnaren
- Säker med Sam
- Vit jul, del 1
- Vit jul, del 2

### Säsong 3
- Doris glömska dag
- Fläckar till besvär
- Halloween
- Nalles fallgrop
- Den förlorade ringen
- Allt till en god sak
- Bleckblåsorna
- Förlorad i dimman
- Roboten Bentley

### Säsong 4
- Mit älskade Rom
- Rik och berömd
- Stenbotträdning
- Stora vanskligheter för Sam
- Tures basarbus sal
- Vad går upp
- Stolpe under par
- Tragedi för middagen

### Säsong 5
- Sjörövare
- Modevising
- Äventyr i gottan
- Rymdmonstert från Venus
- Lufsen badan
- Frädig att rycka ut
- Skohsbrand
- Juniorpatrullen
- Skrotkarneval
- Frärdig att rycka ut
- Skogsbrand
- Vattebombaren
- En spänstig Brandman
- Dags för pizza!
- Greve Sixten
- Djungelns konung
- Osynlige Oskar
- Galna upptåg
- Mysteriet med lakritssörema
- Talangjakten
- Födelsedagkalas
- En liten Brandman
- En farliga lägereld
- Vintervädet
- Julgranen